# Campeonato Mineiro de Futebol de 2016 - Módulo II
O Campeonato Mineiro de 2016 - Módulo II foi a 23.ª edição desta competição futebolística organizada anualmente pela Federação Mineira de Futebol (FMF).
O campeão desta edição foi o Democrata, de Governador Valadares, que conquistou o seu segundo título na história da competição ao terminar na primeira colocação do hexagonal final, garantindo o acesso ao Módulo I de 2017 junto do América, de Teófilo Otoni. Sobre os rebaixados, este ano foram o Ipatinga e SE Patrocinense.

## Formato e participantes
O formato do Módulo II de 2016 repetiu o molde da edição anterior: numa primeira fase, as doze equipes participantes seriam divididas em dois grupos igualmente, onde se enfrentariam em dois turnos. Ao final da primeira fase, as duas últimas de cada grupo seriam rebaixadas à segunda divisão de 2017, enquanto as três melhores colocadas avançariam ao hexagonal final, também disputada em dois turnos, onde as duas primeiras garantiriam o acesso ao Módulo I de 2017. Abaixo, as doze equipes participantes:
| Equipe                   | Cidade               |
| ------------------------ | -------------------- |
| América de Teófilo Otoni | Teófilo Otoni        |
| Araxá                    | Araxá                |
| CAP Uberlândia           | Uberlândia           |
| Democrata GV             | Governador Valadares |
| Formiga                  | Formiga              |
| Ipatinga                 | Ipatinga             |
| Mamoré                   | Patos de Minas       |
| Minas Boca               | Sete Lagoas          |
| Nacional de Muriaé       | Muriaé               |
| SE Patrocinense          | Patrocínio           |
| Social                   | Coronel Fabriciano   |
| Uberaba                  | Uberaba              |